# Mastère spécialisé
Il mastère spécialisé (MS) o Specialized Master o Advanced Master è un corso di diploma francese al quale possono accedere, previa selezione, laureati nelle più diverse discipline. Il diploma è stato fondato nel 1986 dalla Conférence des grandes écoles. Equivale al Master di Secondo livello, si consegue dopo la Maturità + 6 anni di corsi di studio.
Si tratta di un full-time, programma di un anno (minimo 350 ore di studio), che include l'insegnamento formale (in francese o inglese). Questi corsi coprono una vasta gamma di soggetti specializzati: aeronautica, economia, informatica...
Dal 1986, 82.000 studenti si sono laureati con una mastère spécialisé.